# Onitis cerrutii
Onitis cerrutii là một loài bọ cánh cứng trong họ Bọ hung (Scarabaeidae).